# Скипетр Оттокара
«Скипетр Оттокара» (фр. Le Sceptre d’Ottokar) — восьмой альбом из серии «Приключения Тинтина» бельгийского карикатуриста Эрже.
Комикс публиковался еженедельно в бельгийском журнале Le Petit Vingtième с августа 1938 по август 1939 года, а затем был опубликован в сборнике Casterman в 1939 году. Цветная версия альбома была подготовлена в 1947 году при участии Э. П. Жакоба. В альбоме на традиционную руританскую тематику отразились впечатления от недавнего аншлюса и, вероятно, также от продолжающегося конфликта румынского короля с Железной гвардией.
История повествует о молодом бельгийском репортёре Тинтине и его собаке Милу, которые отправляются в вымышленную балканскую страну Сильдавию, где они борются с заговором с целью свержения монархии короля Мускара XII.

## Сюжет
На лавочке в парке Тинтин находит портфель. Он возвращает его законному владельцу — профессору Аламбику, специалисту в области сфрагистики. Профессор много курит и испытывает проблемы со зрением. Он демонстрирует Тинтину редкие печати из своей коллекции, включая ту, которая принадлежала королю Сильдавии. Учёный собирается в эту балканскую страну, чтобы изучить королевские регалии, и ему нужен секретарь. Тинтин соглашается выступить в этой роли.
В салоне самолёта Тинтин начинает подозревать, что профессора подменили. Человек, который сел с ним в самолёт, не курит и носит очки только для вида. (Впоследствии выяснится, что это близнец профессора, работающий на правительство Бордурии). Пилот нажимает на кнопку — и Тинтин вываливается вместе с креслом из самолета. К счастью, он приземляется в стог с сеном.
Оказавшись в пределах Сильдавии, Тинтину удаётся нащупать нить заговора с целью похитить символ королевской власти — скипетр короля Оттокара. В случае утраты этой реликвии молодой король Мускар XII должен будет отречься от престола. Приближённые короля всячески препятствуют его встрече с Тинтином. 
Когда находчивому репортёру удаётся предупредить монарха о заговоре, уже слишком поздно. В задымленном зале, где хранятся королевские регалии, находят без сознания осматривавших его Аламбика с фотографом, а также стражу. Комната была заперта, однако скипетр бесследно пропал.
Благодаря своей смекалке Тинтину удаётся доказать Дюпону и Дюпонну, что скипетр был выброшен из окна в близлежащую рощу, где его подобрали агенты из соседней страны Бордурии. Тинтин преследует их до самой границы и после ряда приключений возвращается с реликвией в столицу Сильдавии как раз в то время, когда король Мускар готовится объявить о своём отречении от престола. 
Благодарность короля не знает границ. Тинтин становится первым в истории иностранцем, получившим высшую государственную награду Сильдавии — орден Чёрного Пеликана.

## Экранизации и адаптации
Комикс был включён в мультсериал «Приключения Тинтина» (1957) и мультсериал «Приключения Тинтина» (1992).